# Gigot, le clochard de Belleville
Pour plus de détails, voir Fiche technique et Distribution.
Gigot, le clochard de Belleville (Gigot) est un film américain réalisé par Gene Kelly, sorti en 1962.
Ce film réalisé par un Américain et dont le rôle principal est tenu, là aussi, par un Américain présente l'originalité d'avoir été tourné à Paris avec une équipe de production et des acteurs tous français.

## Synopsis
Durant la Belle Époque, à Paris, Gigot, un clochard muet et un peu simple qui vit dans une cave et que la voisine, concierge de l'immeuble exploite, est la risée des habitants de son quartier. Un voisin, encore plus méprisant veut même le faire enfermer dans un asile et fait appel à deux fonctionnaires (joués par Albert Rémy et Jean Lefebvre) pour l'y emmener.
Un jour, Gigot se prend d'affection pour une femme errant, sous la pluie, dans sa rue avec son enfant, une petite fille âgée de 6 ans. Il les héberge toutes les deux dans son modeste galetas. Or la femme est une prostituée occasionnelle, avide d'argent, et entraîne le pauvre Gigot dans de nombreux déboires. Déboires, qui finiront par faire croire à ses voisins qu'il est mort noyé dans la Seine, à la suite d'une poursuite organisée par des gens qui le soupçonnent de vol.
Ses voisins de quartier, qui pourtant le méprisaient, vont alors organiser un bel enterrement, face à un Gigot qui restant caché, s'étonne de tant de sollicitudes. Ému, il finit d'ailleurs par se montrer devant ses anciens voisins, ce qui entraîne une nouvelle poursuite, chute finale du film.

## Fiche technique
- Réalisation : Gene Kelly
- Scénario : Jackie Gleason, John Patrick et A.-J. Russell
- Photographie : Jean Bourgoin
- Musique : Jackie Gleason et Michel Magne
- Montage : Roger Dwyre
- Décors : Auguste Capelier
- Son : Jacques Carrière
- Assistant réalisateur : Paul Feyder
- Producteur : Kenneth Hyman
- Pays d'origine : États-Unis
- Format :
- Genre :
- Durée : 104 minutes
- Date de sortie :
  - États-Unis : novembre 1962
- Affiche : Boris Grinsson (France)

## Distribution
- Jackie Gleason : Gigot
- Katherine Kath : Colette
- Gabrielle Dorziat : Mme Brigitte
- Jean Lefebvre : Gaston
- Jacques Marin : Jean
- Albert Rémy : Alphonse
- Yvonne Constant : Lucille Duval
- Germaine Delbat : Mme Greuze
- Albert Dinan : le bistrotier
- Diane Gardner : Nicole
- Franck Villard : Pierre
- Camille Guérini : le prêtre
- René Havard : Albert
- Louis Falavigna : M. Duval
- Jean Michaud : un gendarme
- Richard Francœur : le boulanger
- Paula Dehelly : la boulangère
- Jack Ary : Blade
- Dominique Zardi : un figurant

## Autour du film
Ce film, de production américaine, présente la particularité de n'avoir que des acteurs français, à l'exception de Jackie Gleason dans le rôle principal. Le film n'ayant jamais été doublé, on peut donc découvrir des acteurs français dont Jacques Marin, Jean Lefebvre et Albert Rémy s'exprimer dans la langue de Shakespeare avec un très remarquable accent français.
Le film fut un échec commercial et de nombreuses coupures furent effectuées au montage avant sa diffusion aux États-Unis. Gene Kelly, réalisateur, a d'ailleurs reconnu cet échec.
- Remake pour la télévision : Le Bonnet de laine (The Wool Cap), de Steven Schaetcher, avec William H. Macy, diffusé en 2004.